# Hans Moeckel
Hans Moeckel, né le 17 janvier 1923 à Saint-Gall et mort le 6 octobre 1983 à Zurich, est un compositeur et chef d'orchestre suisse.

## Biographie
En 1939, il dirige l'orchestre Swing Pulis à Saint-Gall et joue de la clarinette et du saxophone. Il reçoit le soutien[Quoi ?] de Hans Heusser.
Au conservatoire de Zurich, il étudie le piano, la composition et la théorie musicale. Il devient chef d'orchestre du théâtre de Saint-Gall. Grâce à un nouvel engagement, il déménage avec sa famille en 1947 à Bâle, où il travaille comme arrangeur et chef d'orchestre adjoint de la Schweizer Radio DRS. En 1966, il succède à Cédric Dumont.
Il est connu d'un large public[réf. nécessaire] pour ses chansons et ses comédies musicales de la fin des années 1950 aux années 1970. Par ailleurs, il apparaît régulièrement comme chef d'orchestre à la DRS.
Hans Moeckel est le père du musicien de jazz Thomas Moeckel.

## Filmographie
- 1958 : SOS – Gletscherpilot
- 1959 : Der Mustergatte
- 1959 : Läppli, der Etappenheld
- 1960 : Der Herr mit der schwarzen Melone avec Béla Bartók
- 1961 : Chikita ihr klein Häuschen
- 1961 : Die Heuchler (Die Gejagten)
- 1962 : Der 42. Himmel avec Werner Kruse
- 1966 : Der Würger vom Tower avec Walter Baumgartner et Bruno Spoerri
- 1968 : Die sechs Kummerbuben avec Robert Blum

## Source de la traduction
- (de) Cet article est partiellement ou en totalité issu de l’article de Wikipédia en allemand intitulé « Hans Moeckel » (voir la liste des auteurs).